# シャトレーゼリゾート八ヶ岳
株式会社シャトレーゼリゾート八ヶ岳（シャトレーゼリゾートやつがたけ）は長野県南佐久郡川上村に本社を置く、シャトレーゼホールディングス傘下のリゾート企業である。

## 概要
元々は東京都のゴルフ運営会社が川上村に「八ケ岳ザイラーバレースキー場」として1989年に開業した施設を買収し、シャトレーゼの流通部門であった「シーアール・エス」傘下の企業として2002年（平成14年）に設立された。シャトレーゼは同時期に北海道札幌市にあった「札幌テルメ」を買収し「シャトレーゼ ガトーキングダム サッポロ」としてオープンするなどリゾート事業進出の先駆けとなっている。
その後2004年には川鉄商事（現・JFE商事）傘下であった「松原湖高原開発」を施設ごと買収。2008年に「松原湖高原開発」を「シャトレーゼリゾート八ヶ岳」に吸収し、現在に至る。
2010年にシャトレーゼがホールディングス化したことにより、「シャトレーゼリゾート八ヶ岳」はホールディングス直下の企業となっている。

## 施設一覧

### シャトレーゼリゾート八ヶ岳
- 住所：長野県南佐久郡川上村御所平1841-5（本部）
- 施設：ゴルフ場「シャトレーゼカントリークラブ野辺山」、スキー場「シャトレーゼスキーリゾート八ヶ岳」、ホテルなど
- アクセス
  - 中央自動車道長坂ICより国道141号経由で約20km。
  - 小海線野辺山駅からタクシーで約5分。

### 小海リエックス
- 住所：長野県南佐久郡小海町豊里5907（ホテル施設）
- 施設：ゴルフ場「小海リエックス・カントリークラブ」、スキー場「小海リエックス・スキーバレー」、テニスコート、ホテルなど
- アクセス
  - 中央自動車道長坂ICより国道141号経由で約40km。
  - 小海線松原湖駅からタクシーで約10分。

### 湯けむりとワインの宿　富士野屋
- 住所：山梨県笛吹市石和町八田286（ホテル施設）
- 旧・富士野屋夕亭。2021年7月のリニューアルと同時に施設名を変更。

### シャトレーゼホテル石和
- 住所：山梨県笛吹市石和町松本348-1（ホテル施設）
- 旧・かんぽの宿石和。2022年4月に日本郵政から譲受。
- アクセス
  - 中央自動車道一宮御坂ICより国道20号経由で約5km。
  - 中央本線石和温泉駅から徒歩約7分。